# Margot Ciccarelli
Margot Ciccarelli (nascida em Londres no dia 17 de novembro de 1993) é uma competidora e treinadora de jiu-jitsu brasileiro.
Representando a Itália, ela conquistou múltiplos títulos nas divisões de faixas inferiores, incluindo o Campeonato Mundial, o AJP Abu Dhabi World Pro, o Campeonato Mundial No-Gi e o Campeonato Europeu. Como faixa-preta, Ciccarelli é campeã europeia e campeã do Campeonato Asiático de Jiu-Jitsu IBJJF, além de medalhista em quatro edições do Campeonato Mundial e três do Campeonato Pan-Americano.

## Início da vida e educação
Ciccarelli nasceu em 17 de novembro de 1993 e foi criada em Londres, filha de um pai italiano e uma mãe chinesa. Ela praticou Wushu a partir dos 6 anos, progredindo para kickboxing chinês e Wing Chun. Sua primeira aula de jiu-jitsu foi na Mill Hill [en] BJJ, pouco antes de completar 19 anos.

## Início da carreira
Durante seus anos nas faixas coloridas, Ciccarelli treinou em várias academias ao redor do mundo. Foi promovida a faixa azul em Hong Kong (sob a equipe Atos) durante seu ano sabático e a faixa roxa em Londres (sob Legacy BJJ / Inglorious Grapplers em Moorgate [en]) durante a universidade. Em maio de 2017, juntou-se à equipe Unity Jiu Jitsu [en], em Nova York, treinando sob Murilo Santana.
Como faixa roxa, venceu o Campeonato Mundial da IBJJF duas vezes, o Campeonato Europeu duas vezes, o Campeonato Asiático de Jiu-Jitsu três vezes e o Campeonato Mundial Profissional de Jiu-Jitsu de Abu Dhabi duas vezes. Após receber a faixa marrom de Santana em 2019, conquistou o Campeonato Mundial No-Gi, o Campeonato Europeu, o Campeonato Pan-Americano de Jiu-Jitsu Brasileiro No-Gi e o Campeonato Nacional Americano de 2020, tanto no Gi quanto no No-Gi, em um ano em que o Campeonato Mundial não foi realizado.

## Carreira como faixa-preta

### 2021–2022
Ciccarelli foi promovida a faixa-preta em maio de 2021 por Murilo Santana. Nos primeiros seis meses como faixa-preta, conquistou prata no Campeonato Mundial Profissional de Abu Dhabi, prata no Campeonato Pan-Americano e bronze no Campeonato Mundial, perdendo para Beatriz Mesquita na semifinal por decisão do árbitro (0x0 pontos). Conquistou bronze no Campeonato Europeu de 2022, realizado em Roma, e bronze no Campeonato Mundial de Jiu-Jitsu de 2022. Em outubro de 2022, mudou-se para a Califórnia para treinar sob  Guilherme Mendes na  Art of Jiu Jitsu.

### 2023–2024
Em março de 2023, Ciccarelli conquistou a medalha de prata na divisão peso-pena do Pan-americano IBJJF. Competiu no Campeonato Mundial de Jiu-Jitsu de 2023, em 3 e 4 de junho, e ganhou bronze na divisão peso-pena após uma luta acirrada contra  Anna Rodrigues. No Campeonato Asiático da IBJJF de 2023, em 7 de julho, conquistou ouro na divisão peso-leve.
Venceu a divisão peso-leve do IBJJF Orange County Open em 22 de outubro de 2023.
Em 27 de janeiro de 2024, conquistou ouro na divisão peso-pena do Campeonato Europeu de Jiu-Jitsu IBJJF.
Competiu na divisão até 55 kg das seletivas europeias, do Oriente Médio e africanas do ADCC 2024. Venceu o ouro e garantiu uma vaga no Campeonato Mundial ADCC 2024.
Conquistou bronze na divisão peso-pena do Campeonato Mundial de Jiu-Jitsu de 2024, em 1º de junho. Em seguida, venceu ouro na divisão peso-leve do Campeonato Nacional Americano No-Gi da IBJJF de 2024, em 29 de junho.
Perdeu por decisão para Jasmine Rocha na rodada inicial da divisão até 55 kg no Campeonato Mundial ADCC 2024, em 17 e 18 de agosto.
Competirá na divisão peso-leve na segunda edição do The Crown, em 17 de novembro de 2024.

## Estilo
Enquanto treinava jiu-jitsu, Ciccarelli também praticava atividades baseadas em movimento, como dança contemporânea, dança hip hop e habilidades de circo, incluindo trapézio voador [en] e cintas aéreas [en]. Segundo Ciccarelli, seu objetivo é "vencer com movimentos belos e de qualidade superior, e não apenas vencer por vencer".

## Vida pessoal
Ciccarelli se identifica como pansexual.

## Resumo competitivo de jiu-jitsu brasileiro
Principais conquistas (nível faixa-preta):
- 1º lugar no Campeonato Europeu
- 1º lugar no Campeonato Asiático de Jiu-Jitsu (peso e absoluto)
- 2º lugar no Campeonato Pan-Americano (2021[27] / 2023[28])
- 2º lugar no Campeonato Mundial Profissional de Abu Dhabi (2021[29])
- 3º lugar no Campeonato Mundial (2021[30] / 2022[31] / 2023[32])
- 3º lugar no Campeonato Pan-Americano (2022[33])

Principais conquistas (nível faixas coloridas):
- 2x Campeã Mundial (2018,[34] 2019[35] faixa roxa)
- Campeã Mundial No-Gi (2019[36] faixa marrom)
- 2x Campeã Mundial Profissional de Abu Dhabi (2018,[37] 2019[37] faixa roxa)
- 3x Campeã Europeia (2017,[38] 2018[39] faixa roxa, 2020[40] faixa marrom)
- Campeã Pan-Americana No-Gi (2021[41] faixa marrom)
- Campeã Nacional Americana (2020[42] faixa marrom)
- Campeã Nacional Americana No-Gi (2020[7] faixa marrom)
- 3x Campeã Asiática (2016,[43] 2017,[44] 2018[45] faixa roxa)
- Campeã Pan-Pacífica (2016[46] faixa roxa)

## Linhagem de instrutores
Rickson Gracie → Marcelo Behring → Mario Yamasaki → Murilo Santana → Margot Ciccarelli